# Viernes sangriento de 1918
El Viernes Sangriento o el Tiroteo de la Manifestación en Apoyo a la Asamblea Constituyente, a veces los Sucesos del 5 de enero, fue un asesinato en masa por parte de la Guardia Roja de manifestantes desarmados que marchaban al Palacio Táuride para apoyar a la Asamblea Constituyente Rusa.

## Antecedentes
Después del final de la Revolución de Octubre, los bolcheviques buscaron fortalecer su posición lanzando represiones masivas contra oponentes políticos, llevando a cabo arrestos masivos de políticos de la oposición, como resultado de lo cual una parte significativa de los diputados fueron arrestados, o fueron obligados a pasar a la "clandestinidad", o simplemente no se atrevieron a participar en la convocatoria de los Estados Unidos, hubo rumores sobre la disolución de la Asamblea Constituyente Rusa. En este contexto, el Comité para la Salvación de la Patria y la Revolución anunció una marcha al Palacio Táuride para manifestar su determinación de defender la democracia. La respuesta del Consejo de Comisarios del Pueblo no se hizo esperar: la Checa de Petrogrado, en particular el comisario Moiséi Uritski, decretó la prohibición inmediata de cualquier forma de procesiones, manifestaciones y manifestaciones, y el gobierno llamó a la población a no participar en la procesión. Todos los periódicos que llamaban a la manifestación y a la defensa de la Asamblea Constituyente fueron cerrados. Los bolcheviques previeron tal escenario y ya tenían un plan general de acción para posibles protestas:
Los mencheviques y socialrevolucionarios que acudían al Smolny bajo distintos pretextos me preguntaban a menudo: ¿qué haremos si hay manifestaciones contra el gobierno? “Primero persuadir, luego disparar”, respondí brevemente.

-Vladímir Bonch-Bruyévich. Memorias de Lenin, M., 1969, pág. 160

## Curso de los acontecimientos

### La alineación de las fuerzas rojas
Como preparación para la manifestación, la Checa de Petrogrado, con la sanción del Consejo de Comisarios del Pueblo, comienza a establecer puestos de control y puestos armados a lo largo de la avenida Liteiny en las intersecciones con Shpalernaya, Sergievskaya, Furshtatskaya y Kirochnaya en dirección al Palacio Táuride. Los soldados estaban armados con fusiles y granadas de mano y en los tejados de algunos edificios se instalaron posiciones de ametralladoras. Los destacamentos recibieron instrucciones de detener, desarmar y arrestar a los participantes en las manifestaciones; No se dieron órdenes respecto a los manifestantes desarmados.

### Intento de armar y proteger la procesión
En el contexto de los acontecimientos anteriores, cuando la Checa disparó contra manifestaciones desarmadas, como sucedió el 28 de noviembre de 1917 en Moscú, los socialrevolucionarios reorganizaron la comisión militar semiautónoma, que incluía a Boris Sokoloff, Dmitri Pavlovich Surguchev y otros socialrevolucionarios de la BO, que se fijaron el objetivo de encontrar defensores de las marchas entre las unidades medio decaídas de la guarnición de Petrogrado, logrando finalmente obtener el apoyo de los regimientos Semenovsky y el regimiento Preobrazhenski, así como de la 5ª división blindada. Los trabajadores fueron reclutados activamente en las unidades de autodefensa, y la comisión intentó popularizar su misión mediante la publicación del periódico “El abrigo gris”, pero esto no produjo un éxito significativo: el resto de la guarnición se puso del lado de los bolcheviques y los trabajadores se negaron a creer en la posibilidad de disparar contra la procesión o disolver la Asamblea Constituyente Rusa. Los regimientos no pudieron unirse a la procesión.

Anipko, por iniciativa propia, creó un grupo de combate con el objetivo de tomar como rehenes a Lenin y León Trotski, logrando infiltrarse con éxito en el servicio de este último y prepararse para llevar a cabo su plan. Al enterarse de este plan, el Comité Central del Partido Social-Revolucionario prohibió a Anipko llevarlo a cabo y ordenó la disolución del grupo de combate, y luego prohibió la creación de destacamentos armados  :
Era necesario desarmar moralmente a los bolcheviques. Para ello promovimos una manifestación de la población civil totalmente desarmada, contra la cual no sería fácil utilizar la fuerza bruta. Todo, en nuestra opinión, dependía de no dar a los bolcheviques ni siquiera una sombra de justificación moral para recurrir a la violencia. Sólo en este caso, pensamos, podrían incluso sus más decididos defensores flaquear y nuestros amigos más indecisos volverse decididos.
Víctor Chernov, Iuri Felxtinski. Bolcheviques y revolucionarios socialistas de izquierda. Octubre de 1917 – julio de 1918. París, 1985. P. 89

### Plan de acción
Según el plan original, los manifestantes planeaban reunirse en el Campo de Marte y caminar por la avenida Liteiny hasta el Palacio Táuride, donde iniciarían una manifestación en defensa de la Asamblea Constituyente Rusa. Unidades de los regimientos Semenovsky y Priobrazhensky después de que una escolta de vehículos blindados de la 5ª división blindada llega a sus unidades. Sin embargo, los vehículos blindados fueron dañados e inutilizados por saboteadores bolcheviques, por lo que la 5ª División no pudo llegar a las unidades, y estas, al no ver los vehículos blindados, no se atrevieron a ir a proteger a los manifestantes sin protección blindada, lo que hizo que la manifestación quedara absolutamente indefensa.

### Realizar una manifestación
La mayor parte de la manifestación estaba formada por estudiantes, funcionarios, pequeños comerciantes y trabajadores (de las fábricas Goznak, Obukhov, Trubochny, Putilov y otras empresas de la ciudad). A las 10:00 horas comenzó la concentración y los manifestantes comenzaron a acudir en masa y de forma espontánea al Campo de Marte. Una multitud de miles de manifestantes que se dirigían hacia allí se encontró con fortificaciones de la Guardia Roja en el cruce de Liteiny-Sergievskaya, donde los soldados ordenaron a los manifestantes desarmados que se dispersaran. En respuesta a esto, la multitud comenzó a cantar La marsellesa y a agitar banderas rojas, continuando la marcha, en respuesta a lo cual se abrió fuego indiscriminado. Desde el lado de Víborg, otra multitud de miles intentó abrirse paso hacia el Campo de Marte, en respuesta a lo cual las Brigadas Rojas también abrieron fuego para matar, hiriendo a varias personas más. Como resultado, a las 11:00 horas sólo una pequeña parte de los que inicialmente querían acudir a la manifestación pudieron presentarse en el punto de concentración.
Hacia las 11.10, unos 10.000 manifestantes que lograron llegar al campo comenzaron una marcha hacia el Palacio Táuride por la avenida Liteiny. A las 12:00 los manifestantes quedaron atrapados, siendo apretados por unidades de la Guardia Roja entre el cruce de Liteiny - Furshtatsky - Kirochny, durante 10-15 horas estuvieron bajo fuego directo de fusiles y ametralladoras, lo que obligó a los manifestantes a huir horrorizados y presas del pánico hacia las calles traseras y patios. Como resultado de ello, murieron: el miembro del comité ejecutivo del consejo campesino Logvinov, quien fue alcanzado en la cabeza por una bala explosiva; Los socialistas revolucionarios Morachevskaya y Gorbachevskaya; estudiantes Markovich y Berezansky. Los representantes del Comité Internacional de la Cruz Roja, Savelyeva y Chumak, que vestían uniformes paramédicos y tenían cruces rojas en sus uniformes, resultaron gravemente heridos y varias decenas de personas más también resultaron heridas.

Al mismo tiempo, otro grupo de manifestantes salía de la calle Panteleimonovskaya hacia Liteiny, formado principalmente por trabajadores de la fábrica de tubos y de la fábrica de Marcus, y también fueron atacados a tiros indiscriminadamente, lo que provocó más muertos y heridos. Después de esto, a las 14:30, otro grupo de manifestantes pasó por el Campo de Marte, compuesto por unas 15.000 personas, donde se encontraban trabajadores de la planta de Obukhov y de la fábrica de Pal:
A las dos en punto. 40 minutos después de que los manifestantes aparecieron en la iglesia de Panteleimon, los marineros y los Guardias Rojos que estaban en la esquina de la avenida Liteiny y la calle Panteleimon inmediatamente abrieron fuego sin previo aviso. Los primeros en ser atacados fueron los abanderados y la orquesta de la planta de Obukhov, que marchaban delante. Durante el tiroteo se lanzaron varias granadas de mano... Nueve personas resultaron heridas en el tiroteo, siete de ellas gravemente heridas y dos murieron. Después de fusilar a los manifestantes, los Guardias Rojos y los marineros comenzaron la quema ceremonial de las banderas rojas confiscadas.

Nueva Vida, número del 6 de enero de 1918.
Como resultado, los manifestantes intentaron eludir las barricadas en Liteiny Prospekt, tratando de pasar desde el sur por la calle Znamenskaya, pero en la esquina con Saperny Lane, los manifestantes fueron bloqueados por un batallón de zapadores de la guarnición, que, habiéndose desplegado en cadena, levantaron sus fusiles y comenzaron a disparar contra la multitud. Los manifestantes corrieron despavoridos hacia los patios y las puertas de las casas y cayeron sobre la nieve. Uno de los estudiantes manifestantes se abrió el abrigo y empezó a gritar: “¡Dispárenme, dispárenme!..” – en respuesta, el soldado más cercano apuntó al estudiante. Una mujer que se encontraba en el lugar intentó salvar al estudiante rogándole al soldado que no disparara, pero la arrastraron y el soldado disparó, matando al estudiante. Como resultado, dos personas murieron y otras once resultaron heridas. Otro grupo, que intentaba pasar por la calle Preobrazhenskaya, fue baleado por la espalda por los Guardias Rojos desde una emboscada en la calle Grodno, como resultado de lo cual dos funcionarios de control estatal fueron asesinados y varias mujeres resultaron heridas. Los manifestantes que llegaron en respuesta a los disparos, incluidos los de la calle Znamenskaya, también fueron asesinados, después de lo cual las banderas rojas fueron rotas y las insignias rojas fueron arrancadas y pisoteadas. En el lado de Vyborg, como resultado del fuego indiscriminado, dos niñas resultaron gravemente heridas.

## Eventos posteriores
Según Sverdlov, como resultado de los acontecimientos, 21 personas murieron y al menos 90 más resultaron heridas, mientras que según el Consejo de Comisarios del Pueblo, al menos 50 murieron y 200 resultaron heridas. Inmediatamente, las revistas gubernamentales Pravda e Izvestia informaron sobre supuestos manifestantes armados y provocaciones, lo que fue refutado por los medios independientes y todos los no bolcheviques:
El 5 de enero de 1918, la democracia petersburguesa desarmada (obreros y empleados) se manifestó pacíficamente en honor a la Asamblea Constituyente... "Pravda" miente cuando escribe que la manifestación del 5 de enero fue organizada por la burguesía, los banqueros, etc., y que fueron precisamente la "burguesía" y los "kaledinistas" los que acudieron al Palacio de Táurida. "Pravda" miente: sabe perfectamente que los "burgueses" no tienen nada que alegrarse de la apertura de la Asamblea Constituyente, no tienen nada que hacer en medio de 246 socialistas de un partido y 140 bolcheviques. "Pravda" sabe que en la manifestación participaron obreros de las fábricas Obukhov, Patronny y otras, y que bajo las banderas rojas del Partido Socialdemócrata Ruso marcharon hacia el Palacio de Táurida obreros de los distritos de Vasileostrovsky, Vyborgsky y otros. Fueron precisamente estos obreros los que fueron fusilados, y por mucho que Pravda mienta, no ocultará el vergonzoso hecho... Así, el 5 de enero fueron fusilados obreros desarmados de Petrogrado. Dispararon sin avisar que iban a disparar, dispararon desde emboscadas, a través de grietas en las vallas, cobardemente, como verdaderos asesinos.

Máximo Gorki, Nueva vida, 9 de enero de 1918.
El 9 de enero se celebró un funeral por los participantes de la manifestación, a la que asistieron miles de trabajadores de la fábrica Pal, la fábrica de porcelana, la fábrica Vargunin, trabajadores del distrito Aleksandro-Navsky, la fábrica Torton y decenas de otras fábricas (incluidas las fábricas Obukhov y Putilov). De muchas fábricas de Petrogrado llegaron resoluciones condenando las acciones de los bolcheviques, exigiendo nuevas elecciones a los consejos y una investigación del asesinato:
La asamblea de la Fábrica de Cartuchos, con más de 2.500 trabajadores, expresa su más profunda indignación por la conducta de los llamados "Comisarios del Pueblo", que han manchado las calles de Petrogrado con la sangre de obreros y soldados... Decidió convocar de inmediato nuevas elecciones para el Sóviet de Petrogrado...
La asamblea de la Fábrica Marcus protesta con la mayor energía contra la descarada disolución de la Asamblea Constituyente Popular de toda Rusia por parte de los bolcheviques. Reuniones... La reunión condena con indignación el tiroteo contra las manifestaciones pacíficas del 5 de enero por parte del gobierno "socialista"...
Nosotros [la reunión de la planta Rechkin] condenamos con desprecio al gobierno que se ha manchado con estos asesinatos. Nos unimos a la demanda de los trabajadores de Obukhov de reelegir al consejo y destituir a la Guardia Roja, que llevó a cabo ciegamente la obra de Caín. Exigimos la libre convocatoria de la Asamblea Constituyente...
Los trabajadores de la fábrica Ericsson, en su resolución, expresan su protesta contra la política de los "comisarios del pueblo" que mancharon las calles de Petrogrado con sangre obrera, así como contra las descaradas mentiras difundidas por el periódico "Pravda"...
La asamblea de trabajadores de la fábrica Stary Lesser decidió reconocer como criminales las acciones del Consejo de Comisarios del Pueblo...
Los trabajadores de las fábricas Siemens y Schuckert condenaron al Consejo de Comisarios del Pueblo y decidieron llamar a la Guardia Roja a sus máquinas...
Resoluciones similares fueron aprobadas por los trabajadores de la fábrica Maxwell, la fábrica Pal, los trabajadores de los talleres ferroviarios Nikolaevskaya, los trabajadores de las fábricas Nevsky y Obukhov...
Máximo Gorki , Vida Nueva, 9, 11 y 17 de enero de 1918.
En un intento de calmar los ánimos en la ciudad, se lanzó un llamamiento “A toda la población de Petrogrado”, en el que ya no se hablaba de masas supuestamente armadas, sino de que los fusilamientos eran “rumores de contrarrevolucionarios y saboteadores, plantados con el objetivo de sembrar confusión y ansiedad...”.

### Investigación de los hechos
El Consejo de Comisarios del Pueblo decidió crear una Comisión Especial de Investigación para investigar los acontecimientos del 5 de enero, en la que participaron los socialrevolucionarios de izquierda Mstislavsky, Klimenko y Levin, así como los bolcheviques Prusenkov y Smirnov. Comenzó el interrogatorio de los testigos, donde rápidamente se confirmó la versión sobre la manifestación desarmada y la tiranía de los soldados, y la comisión no pudo obtener el testimonio que necesitaba el Consejo de Comisarios del Pueblo. Ya el 18 de enero la comisión estableció que ninguno de los manifestantes disparó y la marcha transcurrió pacíficamente. No se encontraron pruebas que apoyaran las versiones que involucraban a saboteadores y contrarrevolucionarios. A finales de enero, al no lograr confirmar la versión propagandística, la comisión empezó a desintegrarse y la investigación empezó a ralentizarse. A principios de febrero, solo quedaban tres personas en la comisión; El caso fue pronto silenciado y los asesinos no fueron castigados.